# Jurisprudencia feminista
La jurisprudencia feminista consiste en investigar si los procedimientos, supuestos y logros de la teoría del derecho ortodoxo están en complicidad con la preservación de la autoridad del hombre, y explorar otras alternativas, intentar desarrollar una teoría donde los conceptos producidos por la autoridad del hombre se inscriban en un sistema textual más amplio. De esta manera la voz de la “mujer” puede llegar a convertirse en la subversión de los conceptos, prejuicios y estructuras del discurso jurídico masculino tradicional.

## Jurisprudencia
La jurisprudencia General o ciencia del derecho en sentido estricto, constituyen la base de la infinita variedad de los preceptos jurídicos. Su finalidad es descubrir por el análisis aquellos conceptos jurídicos implícitos en todo derecho, la jurisprudencia es una ciencia a posteriori, sus conceptos son obtenidos por el examen repetido de la experiencia jurídica, especialmente por la confrontación de los diversos derechos históricos y puede denominarse también, por ello entre el derecho natural y el positivismo jurídico.
Consideradas como una totalidad y como relacionadas y conexas las unas con las otras, las leyes y las normas constituyen el cuerpo del derecho. La ciencia de la legislación, es decir, la ciencia de lo que se debe hacer para producir buenas leyes, junto al arte de hacerlas, la legislación, las experiencias y consideraciones prácticas que llevan al establecimiento de leyes que tienen que ser tenidas en cuenta al exponer el origen y mecanismo.

## El movimiento jurídico feminista
El colectivo feminista se caracteriza por su creciente amplitud y por la diversidad de prioridades entre sus miembros. A pesar de su heterogeneidad, todas sus estrategias se dirigen de alguna manera a eliminar las distintas formas de discriminación contra la mujer. El feminismo contiene dos teorías: una sobre la no discriminación y la otra sobre el derecho. El movimiento feminista en Norteamérica puede reconducirse a tres periodos: 
El primero se inicia en el siglo XIX con el movimiento de las mujeres (the women movement) y la Conferencia de Seneca Falls en el Estado de Nueva York (1848). A principios del siglo XX se adoptó el término feminismo para indicar que se trataba de un movimiento amplio para modificar radicalmente la situación de la mujer en la sociedad. Puede decirse que la sentencia del tribunal supremo en el caso Brown v. Board of Education (1954) supuso el comienzo de una nueva etapa que culminó con el movimiento de los derechos civiles en los 60. El Supremo asimiló el principio de igualdad con el principio de no discriminación por determinados criterios. Hacia mediados de los años 70, los derechos civiles perdieron gran parte de su impacto y sus defensores se limitaron a tratar de afianzar las conquistas del pasado. 
La segunda ola del feminismo surge también en esta época bajo la influencia de Simone de Beauvoir y su distinción entre sexo (sex) como manifestación fisiológica-biológica y el género (gender) como categoría socio-cultural que se aplica al sexo. Sucede que el género “mujer” ha sido creado, definido, imaginado y estructurado por el hombre mediante estereotipos, las mujeres que se desvían del estereotipo se encuentran condenadas al ostracismo y la marginación. Mientras que las feministas americanas son más dadas a la acción, sus coetáneas francesas se decantan por la teoría. Las feministas radicales (con la expresión francesa “feminismo radical”, según Juliet Mitchell) , centran su esfuerzo en la elaboración de nuevas teorías para erradicar cualquier forma de opresión, donde la verdadera liberación de la mujer solo puede alcanzarse mediante un cambio radical. El Marxismo y el psicoanálisis son las principales fuentes de un pensamiento feminista. Autoras como Hélène Cixous, Julia Kristeva, Catherine Clement, Luce Irigara y Claudine Hermann participan en la deconstrucción del discurso literario y filosófico occidental desde Platón hasta Marx y Freud, sin olvidar los movimientos de vanguardia de los siglos XIX y XX. La relación entre sexo y género fue la respuesta feminista a un determinismo biológico que postulaba la escasa capacidad intelectual de la mujer. 
En la década de los 60 y 70, eminentes antropólogos entre los que cabe citar a Konrad Lorenz, Robert Ardrey, Lionel Tiger, Stephen Goldberg y Robin Fox, publicaron una serie de libros que adquirieron notoriedad pues “demostraban” el carácter innato de los instintos de agresividad y dominación en el hombre. La igualdad de los derechos no ha asegurado en modo alguno una idéntica representación, en el sentido de que las más profundas preocupaciones de las mujeres hallen expresión en su influencia publica o dentro del juego de poder. Cuando se dice que el derecho es una creación masculina y que el lenguaje jurídico refleja esta tendencia, se trata de recuperar aspectos propios del ámbito femenino que se han omitido o descuidado. La incorporación de la mujer al trabajo, su mejor formación intelectual y su creciente independencia económica ha permitido que estas dudas se planteen de forma abierta por la “tercera ola” del movimiento feminista.
La mayor parte de la teoría del derecho feminista articula su metodología a partir de dos conceptos básicos, patriarcado(patriarchy) y el despertar de conciencias(consciousness-raising), patriarcado es un término que utilizó por primera vez Kate Millet para referirse al dominio generalizado del hombre y su prepotencia, la mujer se ha encontrado aislada en una esfera muy alejada de los intereses jurídicos, confirmando una indefensión (helplessness) en un sistema que legitima la hegemonía masculina, más allá de estas consecuencias inmediatas, el desinterés del derecho por la mujer tiene unas implicaciones sociales decisivas. El patriarcado sobrevive y perdura porque en vez de erradicarlo, lo recreamos cada día. 
El segundo término (consciousness-raising) se refiere al despertar de la conciencia feminista mediante el intercambio de vivencias comunes, para concretar y tipificar una serie de experiencias pendientes de calificación al amparo de una mentalidad susceptible de entender su impacto emocional, fisiológico y epistemológico en la mujer. La identificación y divulgación de las formas de discriminar a la mujer es el primer paso para eliminarlas. 
Con este propósito la jurisprudencia feminista insta a las mujeres juristas a que apliquen estos parámetros tanto en la creación, interpretación y aplicación de las normas jurídicas como en sus tareas docentes e investigadoras, la jurisprudencia feminista trata de encontrar fuentes de conocimiento alternativas y valora especialmente el intercambio de experiencias personales en detrimento del argumento de la autoridad.
Lo que distingue a las mujeres de los varones es que las mujeres están subordinadas a ellos. Las consecuencias que se derivan del sistema de dominación masculino permanecen ocultas cuando la realidad se ve con los ojos del varón. El despertar de la conciencia feminista, el desarrollo de nuestra aptitud para desarrollar un propio criterio y ver el mundo desde esa óptica, exige que se dialogue. Mediante la puesta en común de nuestro conocimiento empírico (experimental knowledge) podremos eliminar mejor los vínculos patriarcales de subordinación al identificarlos en el lenguaje coloquial y jurídico. Es aquí donde culmina la puesta en práctica de los dos recursos metodológicos distintivos de la jurisprudencia feminista: el despertar de las conciencias y el patriarcado.
La argumentación jurídica desde una perspectiva feminista, representa a la vez formalismo y apertura, represión y libertad, límites y oportunidades. Si los operadores jurídicos fueran conscientes del impacto que la retórica puede tener sobre la identidad de las partes, estos argumentos se tendrían en cuenta para plantear las estrategias. Algunas feministas consideran arriesgado acudir a la retórica constitutiva, sin embargo no se puede decir que el lenguaje del ordenamiento favorezca especialmente a las mujeres. 
La retórica constitutiva sirve para que los abogados se den cuenta de la importancia que reviste, para la identidad de las partes, una traducción rigurosa de los hechos en el discurso jurídico. La argumentación jurídica implica asumir el trasfondo cultural del lenguaje, del conocimiento y del poder. Esta metodología plantea una serie de retos a los límites del sistema-masculino-tradicional que tendrá que dar cabida a nuevas voces. La mejor manera de lograr este objetivo es asumir las responsabilidades propias de la dimensión creadora del derecho. Carol Gilligan advirtió que la raíz de las discrepancias entre las pretensiones feministas y el statu quo, estaba en el mismo concepto de derecho. Esto es así porque los hombres tienden por naturaleza a identificar lo jurídico con un sistema de derechos y deberes definidos por las normas. Las mujeres por su parte, adoptan una actitud menos dogmática y tienden a buscar soluciones acordes con el espíritu de la ley o los principios generales del derecho.

## La jurisprudencia feminista
La jurisprudencia feminista, trata de desenmascarar y analizar la estructura patriarcal que se esconde tras una teoría jurídica neutral y asexuada, las feministas hablan de una jurisprudencia patriarcal (Patriarchal Jurisprudence) que favorece y encarna los valores masculinos. Intentan demostrar que las mujeres, como sujetos que valoran la intimidad y temen la separación, se ven amenazadas por la invasión y buscan la individualización. Inmersas en un ordenamiento incapaz de protegerlas contra la separación y que prescinde de las pretensiones femeninas de individualización e intimidad física. Por lo que refiere a la jurisprudencia constructiva, habiendo los últimos años un considerable número de reformas y disposiciones fruto de la militancia femenina, en materias como la libertad sexual, medidas antidiscriminatorias en materia laboral, excedencias para el cuidado de los hijos…, obtenido tras caracterizar los daños a la mujer de forma análoga a los sufridos por los hombres ( el acoso sexual como una forma de discriminación, la violación como violencia) o reconduciendo las exigencias de las mujeres hacia valores masculinos consolidados. Estos matices son un precio demasiado elevado, por todo ello la jurisprudencia feminista tiene la función de rearticular esos nuevos derechos, de manera que no se esconda su génesis, en sentido existencial y material privativo de la mujer. Tal vez el principal obstáculo de la jurisprudencia feminista sea la teoría del derecho feminista, que debe enfrentarse simultáneamente a barreras políticas y conceptuales que frenan la independencia de la mujer. 
En la medida que el derecho español se articula como derecho general y abstracto y cifra su racionalidad en unos procedimientos que buscan asegurar, en el mayor grado posible, la neutralidad de sus operadores y la imparcialidad de sus decisiones, es fácil suponer después de lo que hemos visto que esos valores y procedimientos jurídicos serán tildados también de eminente masculinidad y perjudiciales para el ser y la situación de las mujeres. Aunque el contenido de las normas ya no sea manifiestamente tan discriminatorio como en el pasado, nuestro sistema jurídico sigue sirviendo al dominio del hombre sobre la mujer aunque sanciones la igualdad de trato entre los sexos. Se aboga por un derecho atienda más al contexto y a las diferencias entre los sujetos que a los caracteres generales que tipifican las normas. Es evidente que el derecho material ha discriminado y en algunos aspectos discrimina aún a la mujer. Se tiene que cambiar las formas y procedimientos que en nuestra cultura jurídica se tiene por garantes de la objetividad, imparcialidad y neutralidad en la resolución de los conflictos jurídicos.
Una jurisprudencia es una teoría de la relación entre la vida y la ley. La ley participa activamente en la transformación de la perspectiva del ser. El estado toma los hechos del poder social y los utiliza en la ley y como ley. La ley se hace legítima y el dominio social se hace invisible. La discriminación en la sociedad se convierte en no discriminación en la ley. La ley es un momento real en la construcción social de estas inversiones que se reflejan como verdad. Desde la perspectiva feminista, la jurisprudencia de la supremacía masculina presenta las cualidades que se valoran desde el punto de vista masculino como patrones de la relación adecuada y real entre la vida y la ley. Quienes ejercen el poder en la sociedad civil, que no son las mujeres, diseñan sus normas y sus instituciones, que se convierten en statu quo. Quienes ejercen el poder, que normalmente no son mujeres, escriben constituciones, que se convierten en el patrón más elevado de la ley, en un sistema político que no diseñaron las mujeres y de los que se ha excluido a las mujeres escriben la legislación, que establece los valores dominantes. Estructuralmente, solo cuando el estado ha actuado, pueden invocarse las garantías de la igualdad constitucional. Casi ninguna mujer tiene nada que puedan quitarle, y no hay ley que les dé lo que no tienen ya. No hay ley que garantice que las mujeres seguirán siendo socialmente desiguales de los hombres. No es necesario porque la ley garantiza la igualdad sexual exige, en una sociedad desigual, que para ser legalmente igual hay que ser socialmente igual. La desigualdad social de las mujeres en relación con los hombres sobre la base del sexo, por tanto el punto de vista de la subordinación de las mujeres a los hombres. 
Muchas de estas barreras son legales, muchas de ellas son sociales, casi todas existen en un punto de contacto entre la ley y la sociedad.
La igualdad entre los sexos en la ley no ha sido definida de forma significativa para las mujeres, pero se ha definido y limitado desde el punto de vista masculino de forma que se corresponda con la realidad social existente de desigualdad sexual. La desigualdad fundamental se interpreta como cuestión de jerarquía, que igual que el poder logra construir la percepción social y la realidad social, por derivación se convierte en distinciones categóricas, en diferencias. Si se sigue el cambio de perspectiva, el género pasa a ser una distinción que es antológica y presuntamente válida a ser un obstáculo epistemológico y presuntamente sospechoso. El primer paso es reclamar la realidad concreta de las mujeres. La violación debería definirse como sexo por obligación, del que la fuerza física es una forma. La ausencia de consentimiento es redundante y no debería ser un elemento independiente del delito. El contexto social de la desigualdad genérica niega a la mujer el control de la utilización de su cuerpo para la reproducción y pone ese control en manos de los hombres. Además a las mujeres se les ha asignado la responsabilidad básica del cuidado de los hijos, pero no controlan las condiciones en las que deben criarlos ni, por tanto, las repercusiones de tales condiciones en sus propias vidas. 
En ese contexto, el acceso al aborto es necesario para que las mujeres sobrevivan a unas circunstancias sociales desiguales. Impedir a una mujer que tome una decisión que le deja una sociedad desigual es aplicar la desigualdad sexual, etc. Las mujeres se convierten en el discurso de los hombres en este sistema. La jurisprudencia feminista, estigmatizada por particular y proteccionista a los ojos masculinos de ambas tradiciones, se explica por la condición concreta de la mujer y para cambiarla. Solo la jurisprudencia feminista ve que el poder masculino existe y que no existe la igualdad sexual, porque solo el feminismo alcanza a ver en que medida el antifeminismo es misoginia y que ambos son normativos tanto como son empíricos.

## Los derechos de la mujer
La Declaración Universal de los Derechos Humanos, 1948, significó el reconocimiento de que todos los seres humanos nacen libres e iguales en dignidad y derechos y en consecuencia prohibió la discriminación; sin embargo encontraremos deficiencias y obstáculos como el trato de inferioridad a una persona o colectivo por razón de sexo. El argumento propuesto en la Conferencia Mundial de los Derechos Humanos de Viena (1993) y recogido en la Conferencia de Beijing, donde se reconoce que los derechos de las mujeres son derechos humanos, reiterando el mensaje dado que necesitan ser reconocidas por sí mismas y su propia historia, como sujetos de derecho.
La Constitución Española de 1978, proclama la dignidad de la persona y los derechos inviolables que le son inherentes, prohibiendo la discriminación por razón de sexo, se ha transformado la constitución de manera que se eliminaba el trato discriminatorio ante una constitución democrática y de derecho. A pesar de estar plenamente conseguida la igualdad formal y las indudables transformaciones legales, sociales y culturales, la situación de subordinación y exclusión que han padecido las mujeres en todos los tiempos, como consecuencia de estructuras discriminatorias, y la pervivencia , cuando no perpetuación, de determinados roles tradicionales junto a la perenne infravaloración de la actividad femenina, limitan en la práctica la capacidad de las mujeres para ejercitar plenamente y en igualdad con los varones, los derechos fundamentales de las que son titulares.
Si bien la prohibición de discriminación por razón de sexo en nuestro ordenamiento jurídico protege tanto a los hombres como a las mujeres, la historia real de la discriminación de las mujeres, dentro de la cual se enmarca la violencia que se ejerce contra las mismas es bien distinta. El tribunal supremo vino a señalar que la discriminación por razón de sexo comprende aquellos tratamientos peyorativos que se fundan, no solo en la pura y simple constatación del sexo de la víctima, sino en la concurrencia de razones y circunstancias que tenga en el sexo de la persona una posibles conexión directa o inequívoca (STS 136/1996, 23 de julio). El Tribunal Constitucional en su sentencia 128/1987 vino a declarar que la prohibición de discriminación por razón de sexo halla su razón concreta en la voluntad de terminar con la histórica situación de inferioridad en que, en la vida social y jurídica, se había colocado a la población femenina, situación histórica que no puede ignorarse si no quieren dejar vacíos de contenido los preceptos constitucionales contrarios a la discriminación de la mujer. 
En 1998, la Comisión de la Condición Jurídica de la Mujer de la ONU advirtió sobre la importancia de introducir la perspectiva de género en todas las políticas públicas, especialmente en tratar la violencia contra las mujeres, la violencia de género, que ejercen hombres fundamentalmente a causa de la cultura y por la historia, (STS, Sala 2ª, de 26 de diciembre de 2002). La igualdad en la ley o igualdad de trato, implica trato igual en situaciones iguales, en ese sentido el Tribunal Constitucional ha establecido ciertos requisitos que sirven para determinar si una desigualdad de trato vulnera o no el mandato del Art.14 de la Constitución. Al legislador le está permitido establecer un trato distinto para los ciudadanos en aquellos casos en los que tenga que resolver situaciones de hechos diferentes. En este sentido el Tribunal Constitucional (TC, en adelante) en su Sentencia 75/1983 de 3 de agosto, señala que resulta impensable que exista justificación objetiva razonable, de acuerdo con criterios y juicios de valor generalmente aceptados, dejando al legislador con carácter general la apreciación de situaciones distintas que sea procedente diferenciar y tratar diferente, basando la jurisprudencia en el criterio de razonabilidad. Reconociendo expresamente la referida STC 229/1992 en su fundamento jurídico 2, que la consecución del igualitario entre hombres y mujeres permite el establecimiento de un derecho desigual igualitario, para lograr una efectiva equiparación entre mujeres, socialmente desfavorecidas. (STC 181/2000,21/2001, de 29 de enero, 49/2002, de 25 de febrero y 156/2003, de 15 de septiembre), doctrina de jurisprudencia reiterada a la igualdad consagrada en el artículo 14 C.E.
Resoluciones de jurisprudencia constitucional, para remediar las discriminaciones, históricamente arraigadas en la sociedad, de grupos concretos, específicamente del sexo femenino, pueden justificar acciones positivas, medidas que tiendan a corregir situaciones desfavorables concediendo determinadas ventajas a los sectores desfavorecidos, persiguiendo suprimir aquellas circunstancias de carácter social general que llevan a que los componentes de grupos determinados se encuentren con un trato social desfavorable. De acuerdo con el concepto de igualdad ha desarrollado en TC, entre otras, en las siguientes sentencias: STC. 128/87, de 16 de julio, STC. 19/89, de 31 de enero, STC 28/1992, de 9 de marzo, STC 269/94, de 3 de octubre. En el 2004 se aprobó la importantísima norma de Protección de la mujer víctima de actos violentos. LO 1/2004, de 28 de diciembre, tiene por objeto actuar contra la violencia, que con discriminación, la situación de desigualdad y las relaciones de poder de los hombres hombre las mujeres. Pretendiendo hacer efectiva la igualdad real entre mujeres y hombres, mediante la eliminación de la discriminación contra la mujer. (STS 1156/2005, de 19 de septiembre)